# Raionul Skvîra, Kiev
Skvîra (în ucraineană Сквирський район, transliterat: Skvîrskîi raion) este un raion în regiunea Kiev, Ucraina. Reședința sa este orașul Skvîra.

## Demografie
Componența lingvistică a raionului Skvîra
     Ucraineană (97,39%)
     Rusă (1,93%)
     Alte limbi (0,24%)
Conform recensământului din 2001, majoritatea populației raionului Skvîra era vorbitoare de ucraineană (97,39%), existând în minoritate și vorbitori de rusă (1,93%).